# 岩井誠四郎
岩井 誠四郎（いわい せいしろう、1886年11月 - 1963年7月）は、日本の医学者、京城帝国大学教授、朝鮮総督府医院医官、学位は医学博士。専攻は内科学。旧姓・木内。

## 略歴
旧制第七高等学校造士館を経て、1916年、九州帝国大学医科大学医学科卒業、同大助手。1921年、慶應義塾大学医学部助教授を経て、京城帝国大学教授に就任。

## 著作
- 『常習(慢性)便秘』（金原出版 1954.4 臨牀医学文庫, 147）
- 『訪泰醫學親善團報告』,北村精一との共編輯（金原商店 1942.7）
- 『泰国の疾病と其の診療 : 附.最近の衞生状況』北村精一との共編輯（金原商店 1942.10）
- 『便秘 : 常習便秘』岩井誠四郎講述（金原商店 1939.8 臨牀醫學講座, 147）
- 『岩井教授論文集』京城帝國大學醫學部岩井内科教室編

## 親族
- 長男 岩井一成
- 二男 岩井健二
- 三男 岩井誠三（神戸大学教授、麻酔科医）[2]